# 南卡羅爾頓 (肯塔基州)
南卡羅爾頓（英語：South Carrollton）是一個位於美國肯塔基州穆倫貝爾格縣的城市。

## 地方資料
根據2020年美國人口普查的數據，南卡羅爾頓的面積為0.66平方千米，當中陸地面積為0.66平方千米，而水域面積為0.00平方千米。當地共有人口788人，而人口密度為每平方千米1,193.94人。